# Marie-Renée Ucciani
Marie-Renée Ucciani (n. 27 martie 1883, Paris, Île-de-France, Franța – d. 19 februarie 1963, Paris, Région parisienne, Franța) a fost o pictoriță și sculptoriță franceză. Membră a Société des Artistes Français, ea a expus la Salonul Societății în anii 1930.

## Biografie
Marie-Renée Ucciani s-a născut în arondismentul 3 din Paris la 27 martie 1883. Tatăl ei a fost Pierre Ucciani, pictor, bijutier și orfevrier. Mama ei, Hortense (născută Bégard), a fost moștenitoarea și directoarea unei importante afaceri de bijuterie și orfevrărie, „Bégard H. et Cie”.
În mai 1903, s-a căsătorit cu Georges Baudy (1880-1960), care a preluat afacerea, „Bégard H. et Cie” la 8 februarie 1911. Fiica lor cea mică a murit la vârsta de doi ani în urma unei căzături în Grădina Tuileries, ceea ce a destabilizat căsătoria. Ucciani a divorțat și a încercat să uite această tragedie pictând și sculptând.
Ucciani a fost inițiată în pictură la o vârstă foarte fragedă de către tatăl ei. Din 1906, a pictat la Villers-sur-Mer în compania lui Léon Giran-Max, a verișoarei sale Élisabeth Fuss-Amoré, și a tatălui ei, într-un stil influențat de postimpresionism și fauvism.
Între 1913 și 1914, Ucciani a fost inițiată în sculptură de Paolo Troubetzkoy înainte de plecarea sa în Statele Unite. Din 1928 până în 1939, ca elevă a lui Eugène Bénet, a realizat busturi și basoreliefuri, pentru care Bénet a făcut mulaje în ghips și teracotă. Și-a luat familia, prietenii și câinele „Loute” drept modele. Cuplul Bénet s-a împrietenit cu ea și a rămas acasă la ea, Villa Corsica din Villers-sur-Mer. În 1932, a devenit membră a Société des Artistes Français și a expus în Salonul acesteia din acel an până în 1939.
Din 1940 până în 1944, a locuit în Villers-sur-Mer, în zona evacuată, în ciuda presiunilor din partea familiei și a prietenilor. Din 1945 până în 1963, locuind la Paris într-un atelier de artist la 63, bulevardul Berthier, s-a întors să picteze în fiecare primăvară pe coasta Normandiei.
A murit la 19 februarie 1963 în atelierul său din arondismentul 17 din Paris și a fost înmormântată în capela familiei Bégard din cimitirul Père Lachaise din Paris.

## Galerie

Picturi de Marie-Renée Ucciani
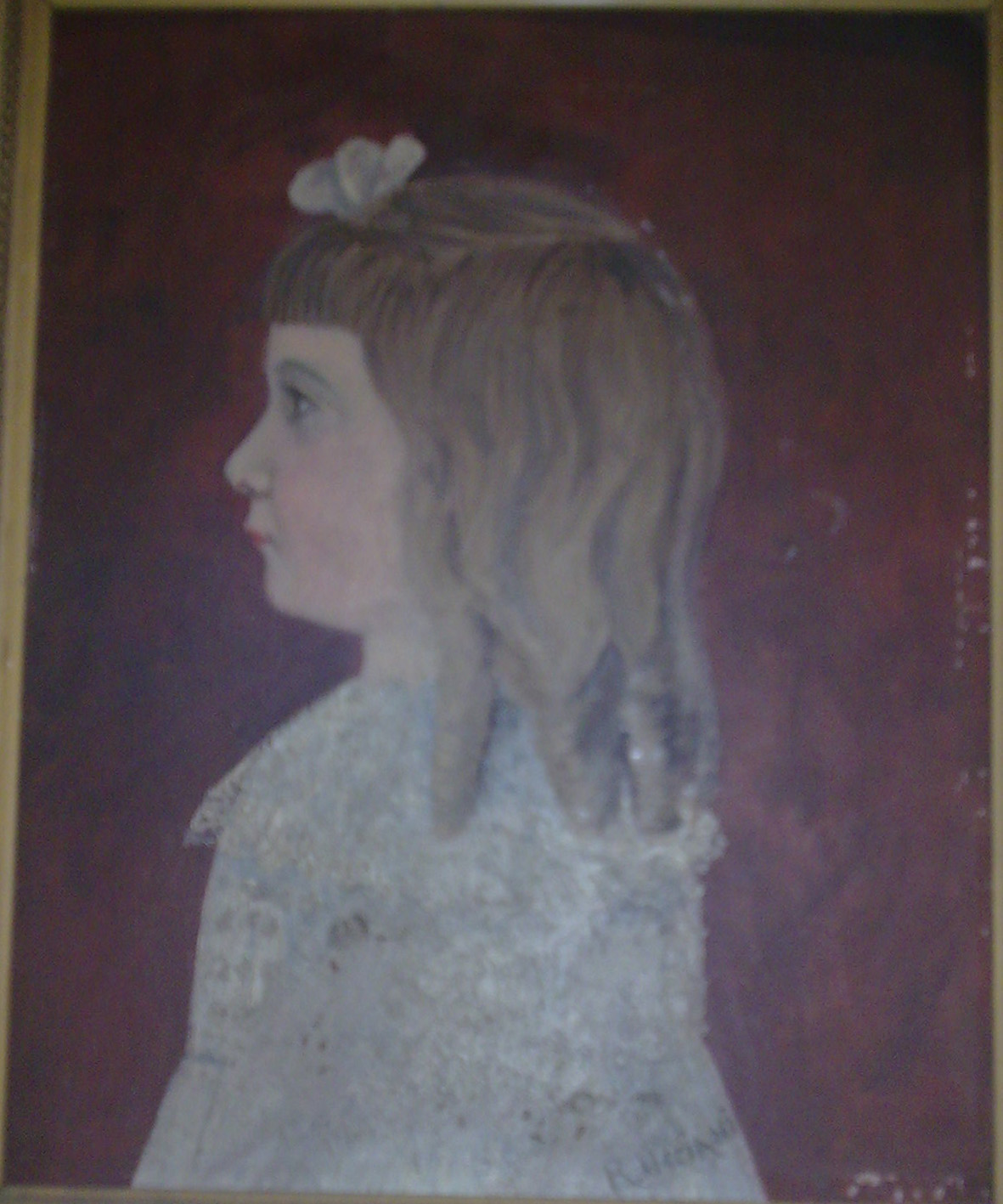
Sa fille Georgette, 1909, collection Ucciani.
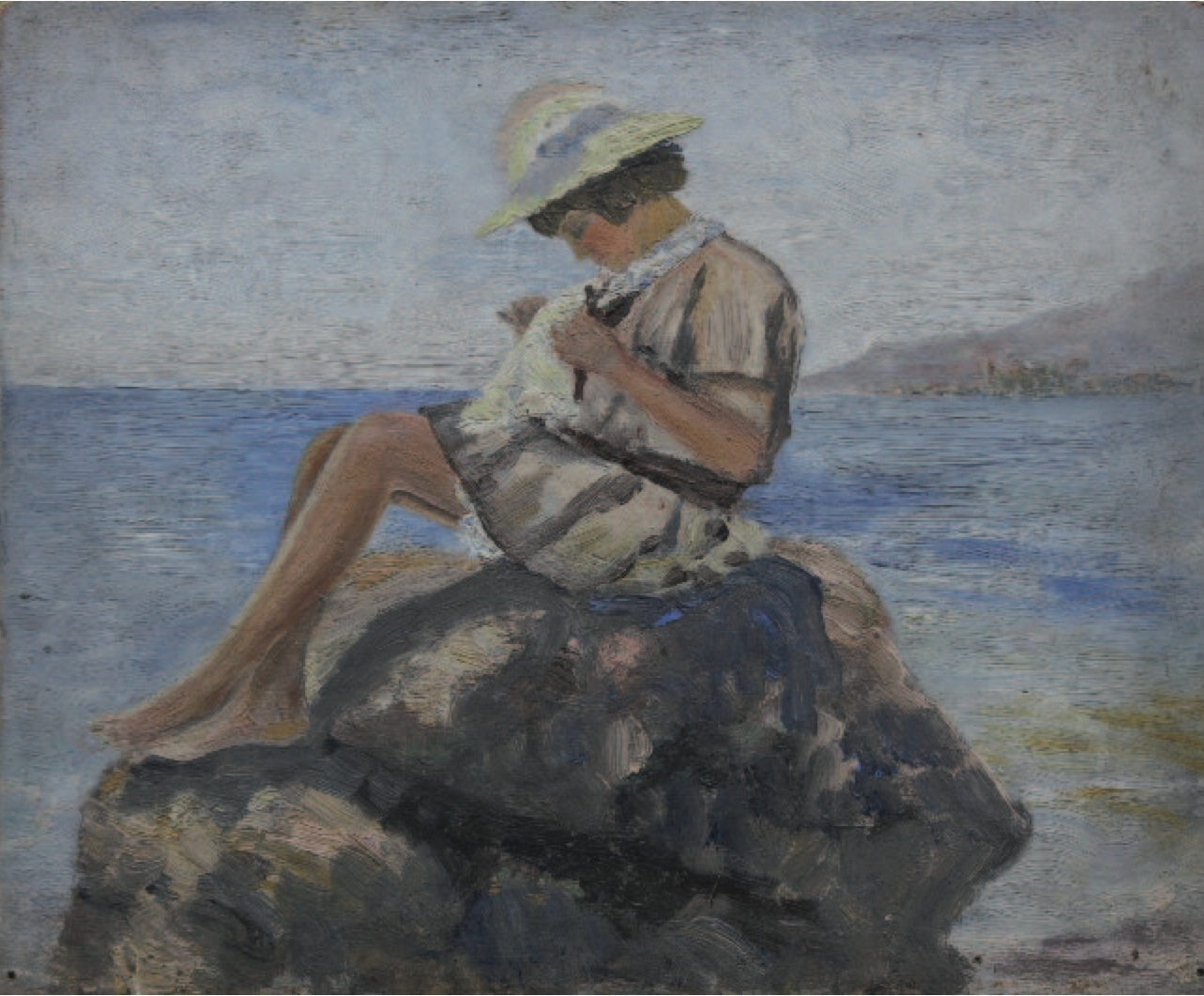
Sa fille Georgette sur un rocher, Villers-sur-Mer, 1913, collection Ucciani.
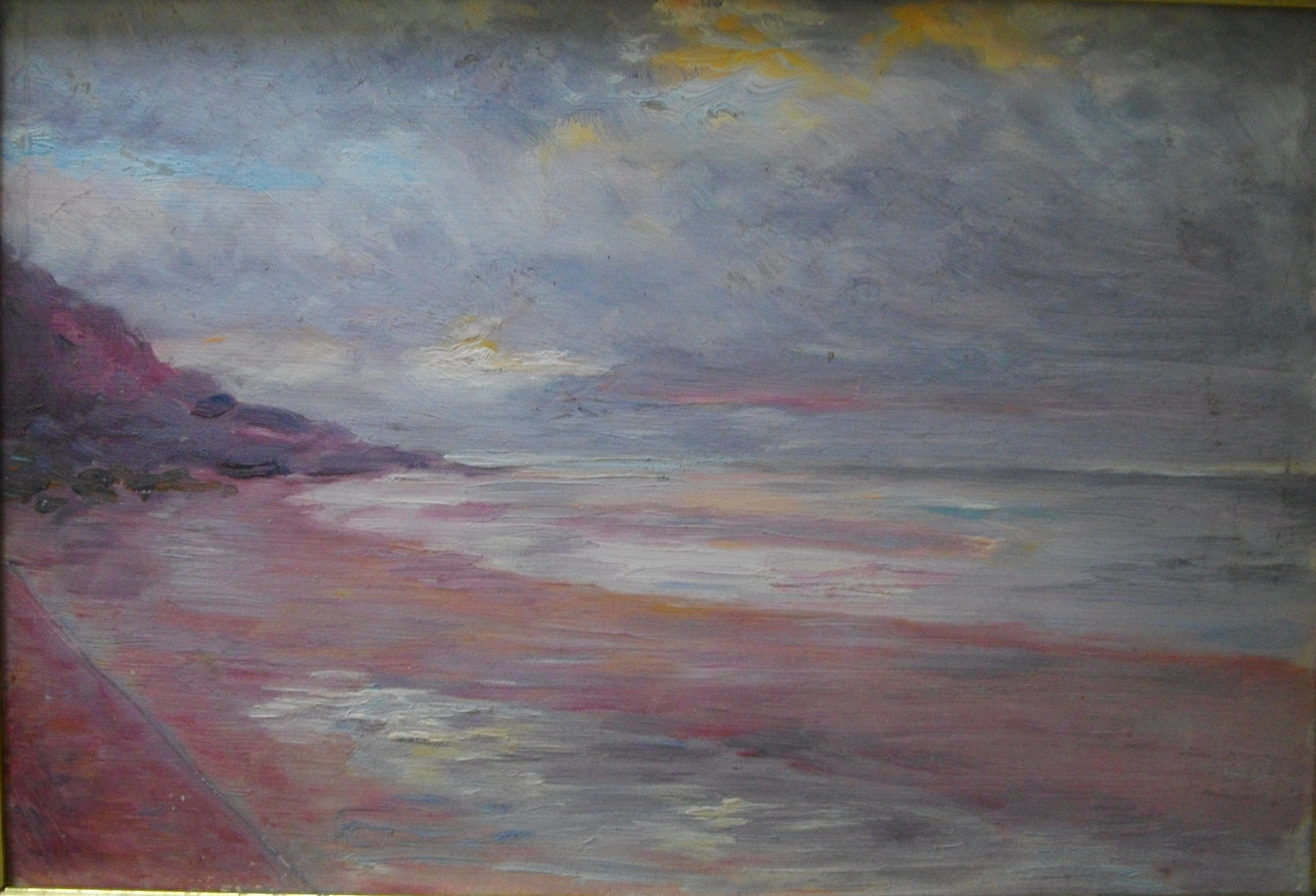
Falaise soleil couchant, Villers-sur-Mer, 1907, collection Ucciani.
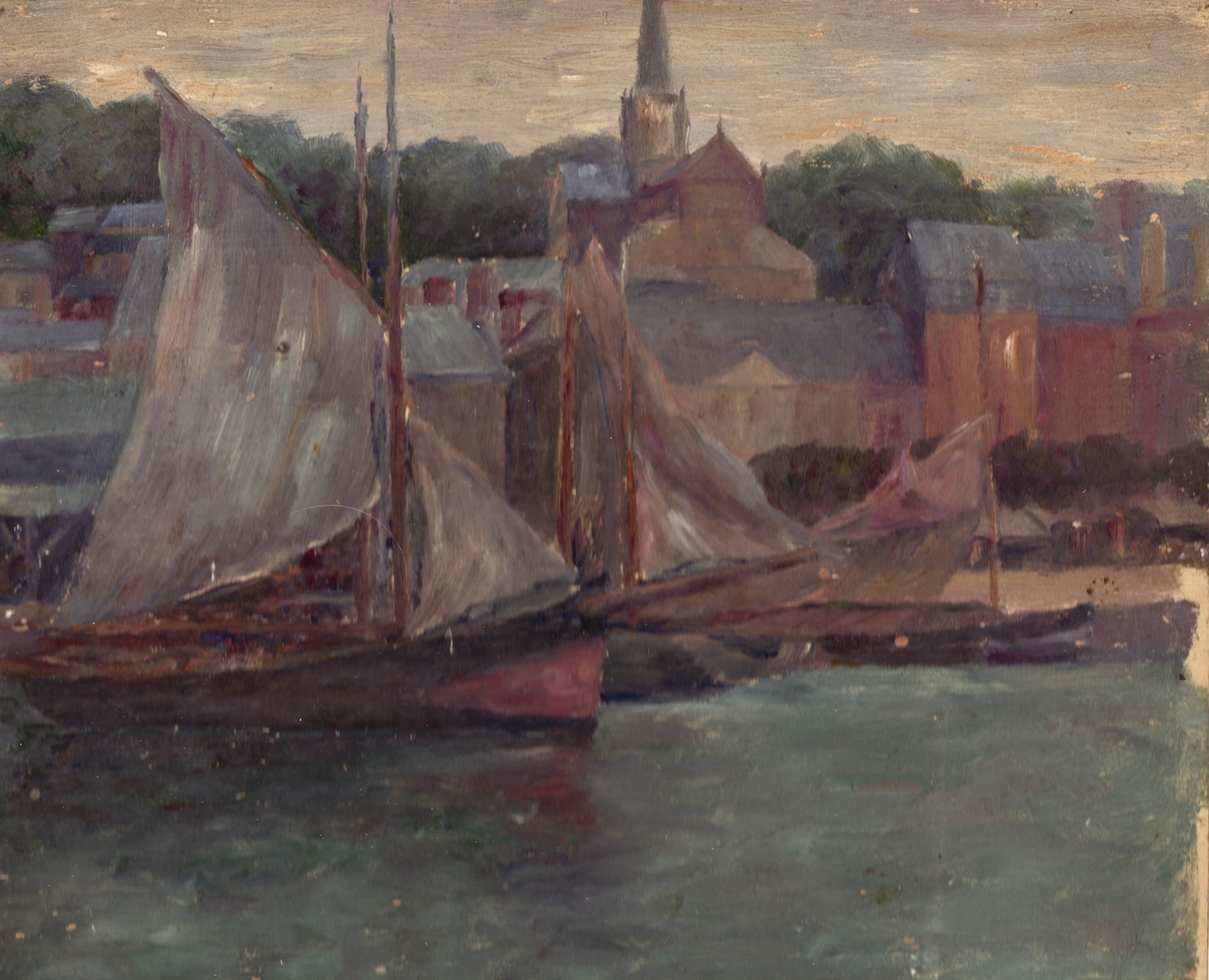
Bateaux à quai, Trouville-sur-Mer, 1920, collection Ucciani.

Sculpturi de Marie-Renée Ucciani
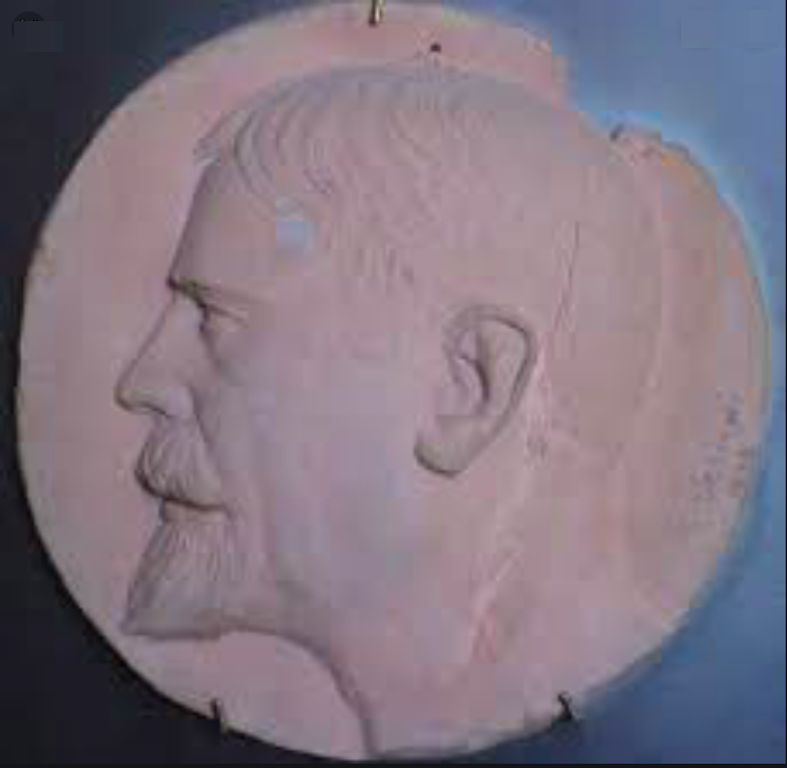
Pierre Ucciani (1932), collection Ucciani.
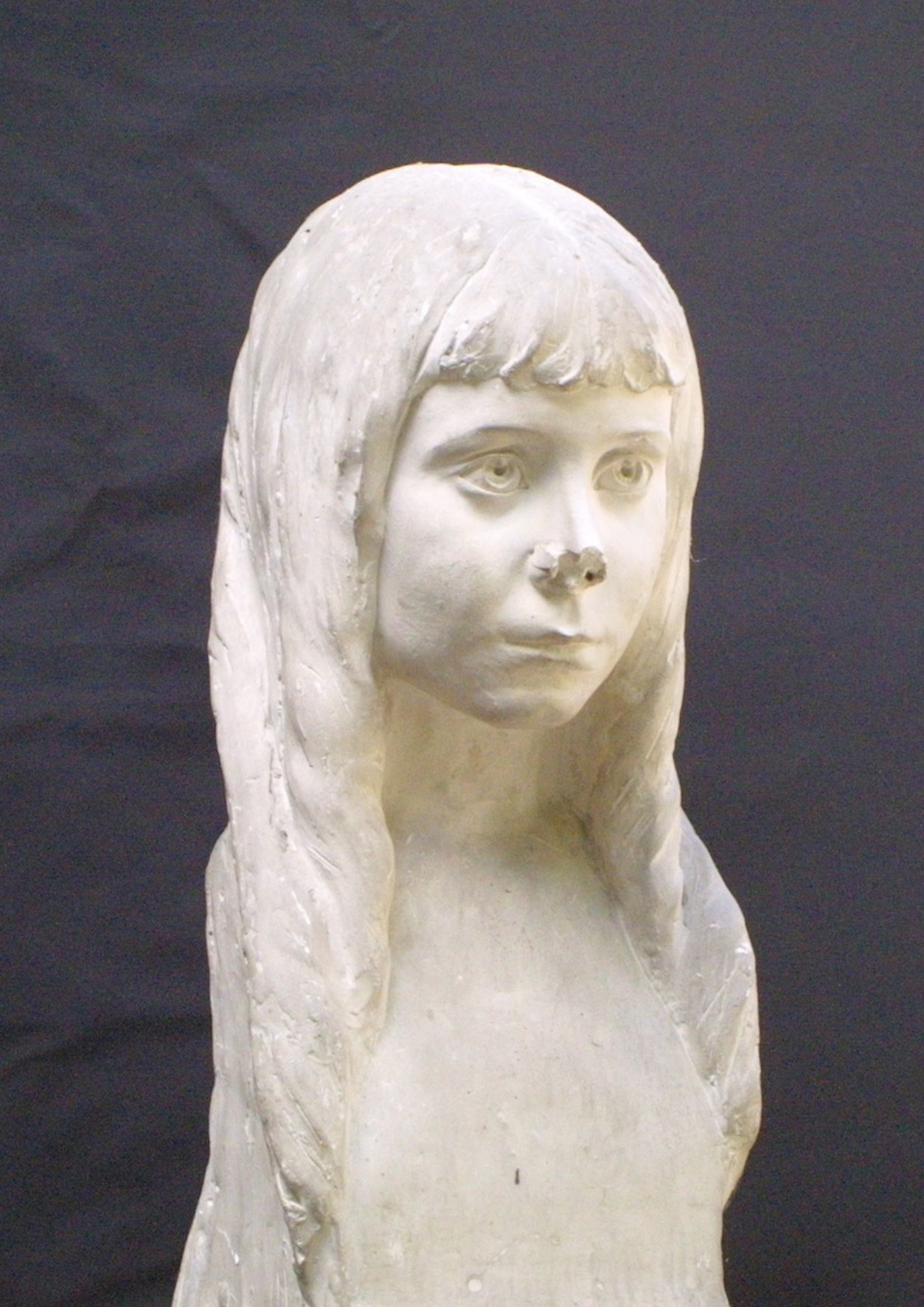
Georgette Baudy (1914), collection Ucciani.
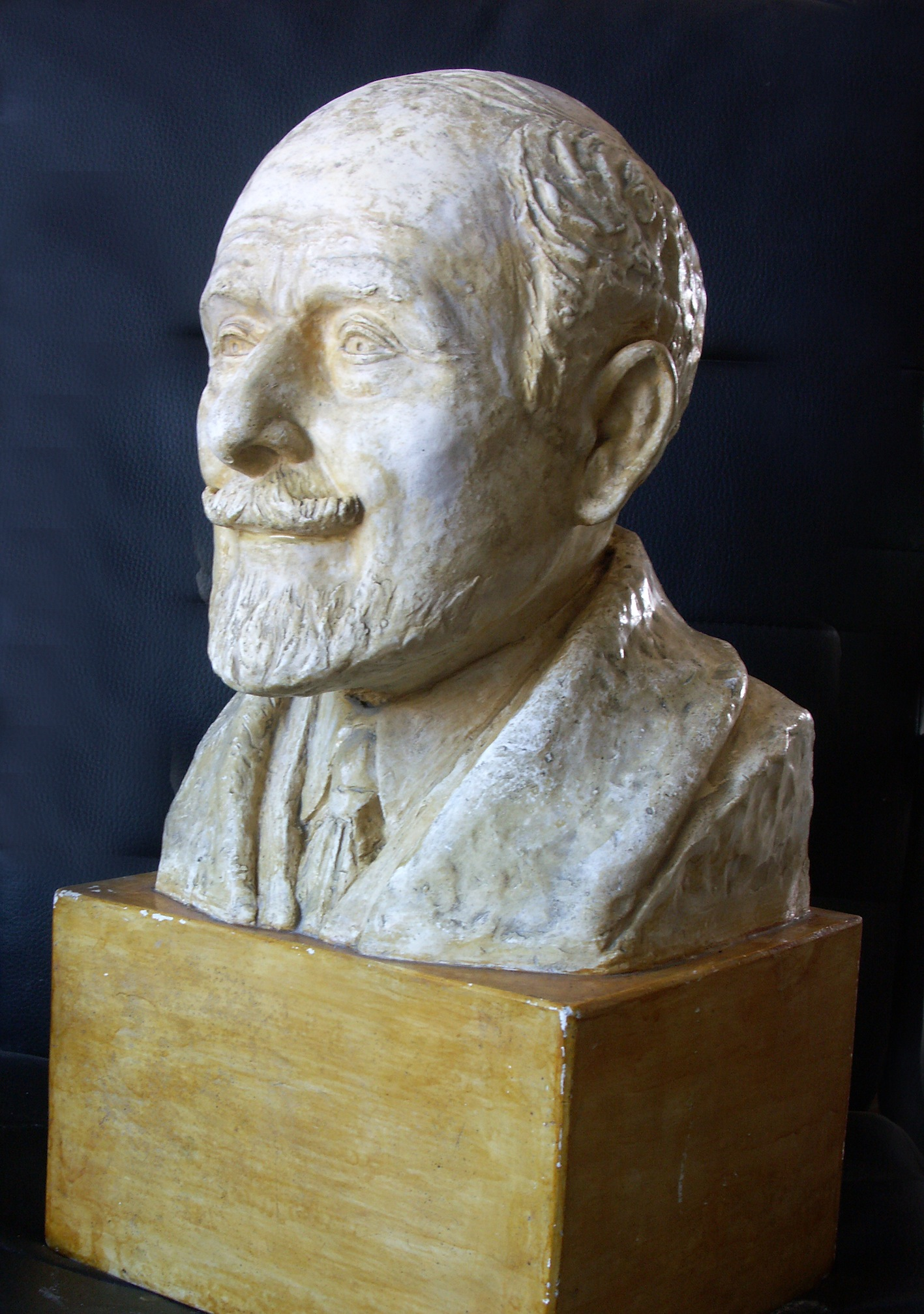
Pierre Ucciani (vers 1932), collection Ucciani.
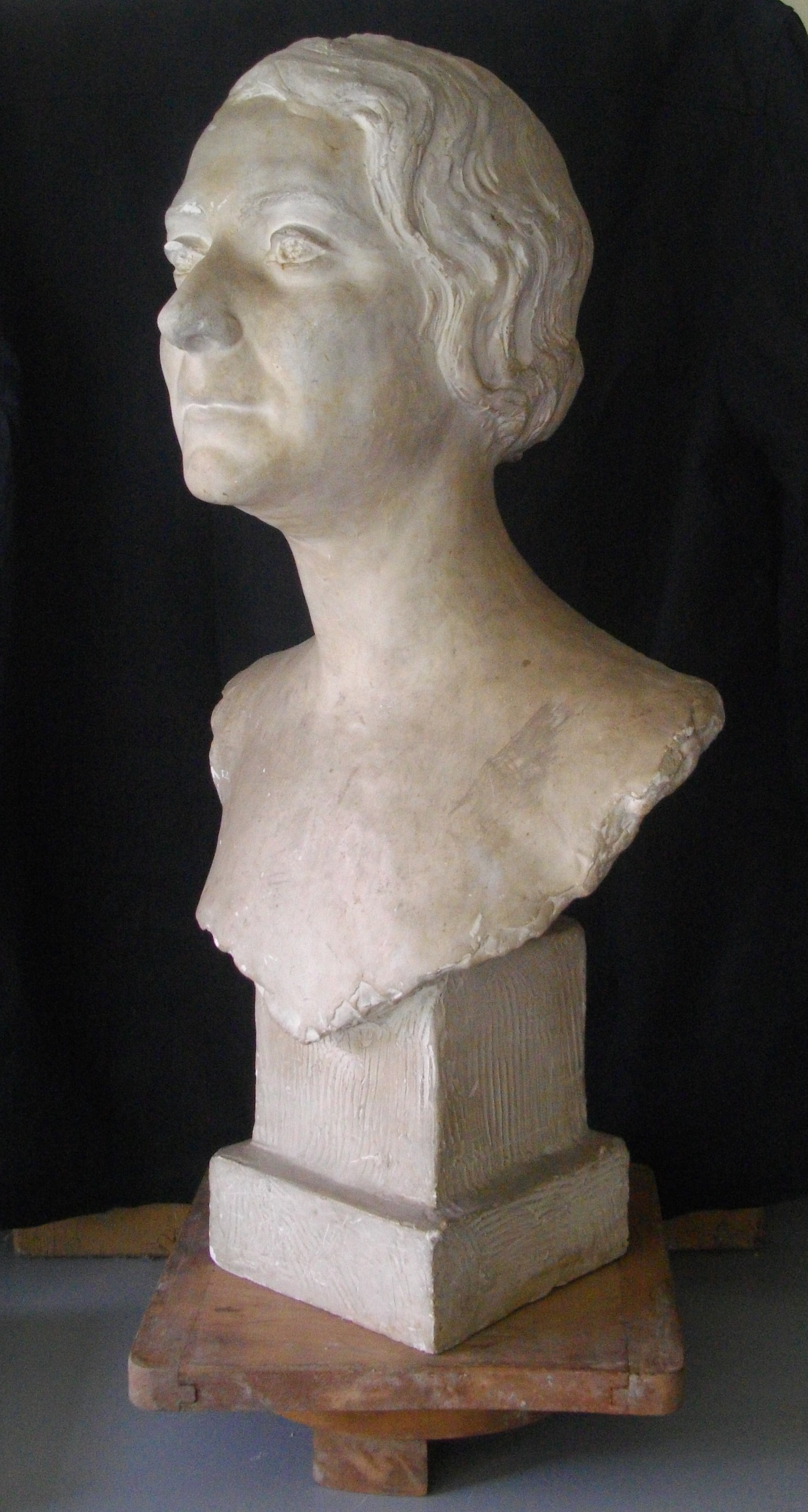
Georgette Baudy (1935), collection Ucciani.
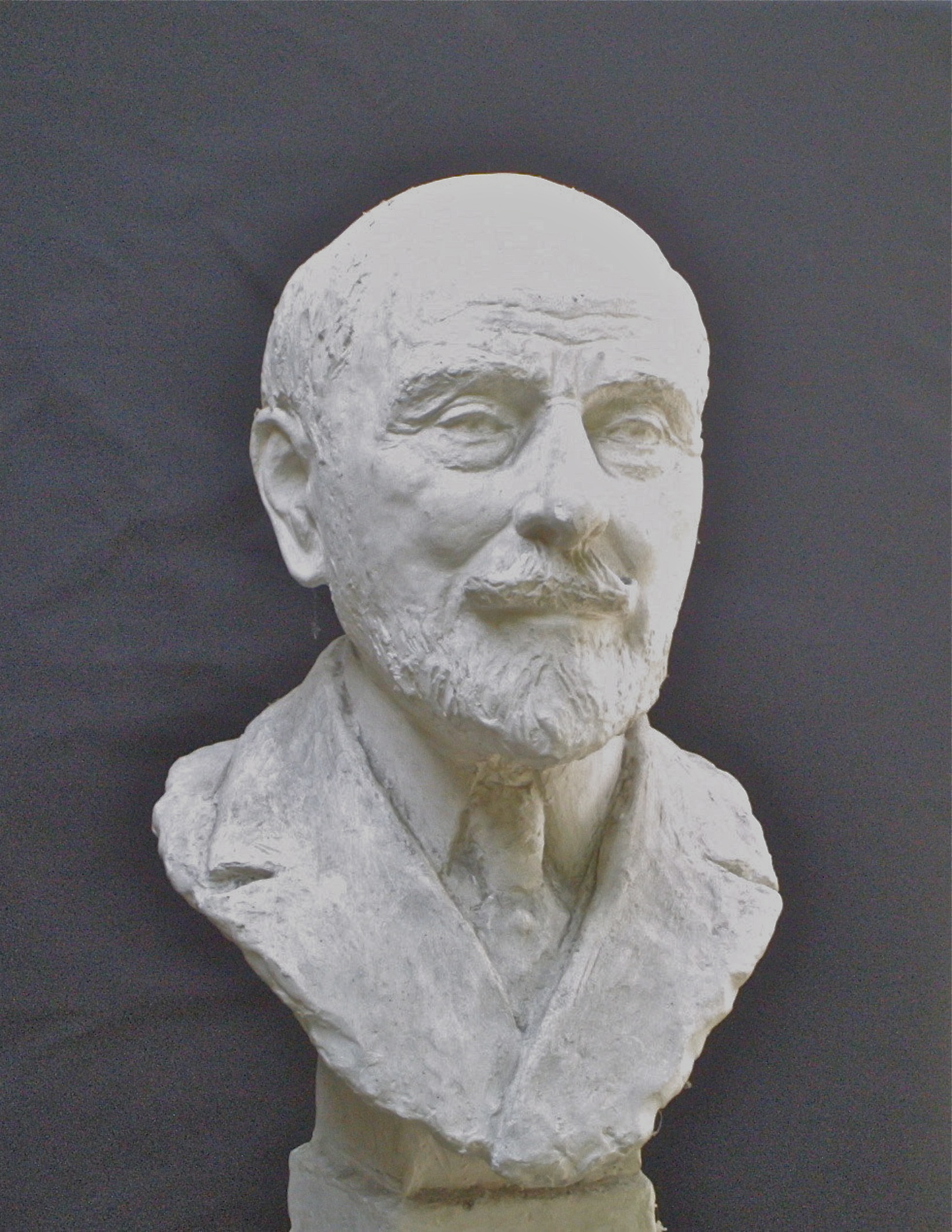
Pierre Ucciani (1936), collection Ucciani.